# 悲しみは誰の願いでもない
「悲しみは誰の願いでもない」（かなしみはだれのねがいでもない）は、結城アイラの楽曲。彼女の9枚目のシングルとして2012年8月8日にLantisから発売された。

## 概要
前作「星を求めて」から約1年10ヶ月ぶりのリリースであり、2012年1枚目のシングル。
表題曲「悲しみは誰の願いでもない」は、テレビアニメ『境界線上のホライゾンII』のエンディングテーマ（Side SunSet）として起用された。自身のシングル表題曲がテレビアニメの主題歌に起用されるのは前々作「LAMENT〜やがて喜びを〜」以来2作ぶり。
ディスクジャケットには、表題曲「悲しみは誰の願いでもない」が起用された『境界線上のホライゾンII』に登場するキャラクターの点蔵・クロスユナイト、メアリ・スチュアートが描かれている。イラストはアニメーション制作を手掛けたサンライズによる描き下ろし。
2012年6月24日に日本青年館大ホールにて開催された『境界線上のホライゾンII 武蔵アリアダスト教導院学園祭』で、公の場での楽曲初披露が行われた。

## チャート成績
2012年8月20日付のオリコン週間シングルチャートで43位を獲得。初動売上は0.2万枚を記録した。デイリーチャートでは8月7日付で最高位の30位を獲得した。
2012年8月20日付のBillboard JAPAN Hot Singles Salesで41位、2012年8月18日放送分のCOUNT DOWN TV内のThis Week's TOP 100で45位を獲得した。

## 批評
CDジャーナルは、「ドラマティックなメロディと音圧強めのサウンドが印象的なイーヴンキックチューン」と評した。

## 収録曲
1. 悲しみは誰の願いでもない [4:23]
作詞：畑亜貴、作曲：原田篤&fandelmale（Arte Refact）、編曲：矢鴇つかさ（Arte Refact）
  - テレビアニメ『境界線上のホライゾンII』エンディングテーマ（Side SunSet）

希望の歌であり[9]、レコーディングでは「悲しい気持ちを叫ぶ」を重点的に意識しながら臨み、声が嗄れる寸前まで唄入れを行った[10][11]。
最初に聴いた時は「キャッチーな曲」であったが、レコーディングを進めていくにつれてリアレンジを10回以上行い、最終的に打ちこみサウンドになった[10][12]。
2. LETTER SONG [4:33]
作詞：松井洋平、作曲・編曲：中土智博
明るいお洒落ハウスのような楽曲であり[11]、結城からファンへのメッセージ曲[9][13]。
3. 悲しみは誰の願いでもない（Inst.）
4. LETTER SONG（Inst.）